# 一砷化镎
一砷化镎是一种无机化合物，化学式为NpAs，是镎的砷化物之一。

## 制备与性质
一砷化镎可由砷和镎的化合反应制得：
{\displaystyle {\mathsf {Np+As\ {\xrightarrow {T,I_{2}}}\ NpAs}}}
它在不同条件下可以形成多种晶体结构：
- 立方晶系，Fm3m空间群，晶胞参数a = 0.5835 nm，-131 °C下存在
- 四方晶系，晶胞参数a = 0.58312 nm, c = 0.58281 nm，−131至−98 °C之间存在
- 立方晶系，Fm3m，a = 0.58318 nm，-98 ° C以上存在

它在175 °K转变为反铁磁性物质。